# Байсен (Південна Дакота)
Байсен (англ. Bison) — місто (англ. town) в США, в окрузі Перкінс штату Південна Дакота. Населення — 302 особи (2020).

## Географія
Байсен розташований за координатами 45°31′25″ пн. ш. 102°28′4″ зх. д. / 45.52361° пн. ш. 102.46778° зх. д. (45.523550, -102.467716).  За даними Бюро перепису населення США в 2010 році місто мало площу 2,57 км², уся площа — суходіл.

## Демографія
Згідно з переписом 2010 року, у місті мешкали 333 особи в 158 домогосподарствах у складі 100 родин. Густота населення становила 129 осіб/км².  Було 180 помешкань (70/км²).
Расовий склад населення:
| - 97,9 % — білих |

До двох чи більше рас належало 2,1 %. Частка іспаномовних становила 0,3 % від усіх жителів.
За віковим діапазоном населення розподілялося таким чином: 21,9 % — особи молодші 18 років, 52,6 % — особи у віці 18—64 років, 25,5 % — особи у віці 65 років та старші. Медіана віку мешканця становила 48,6 року. На 100 осіб жіночої статі у місті припадало 103,0 чоловіків;  на 100 жінок у віці від 18 років та старших — 91,2 чоловіків також старших 18 років.
Середній дохід на одне домашнє господарство  становив 49 756 доларів США (медіана — 38 167), а середній дохід на одну сім'ю — 64 778 доларів (медіана — 56 875). За межею бідності перебувало 9,6 % осіб, у тому числі 21,2 % дітей у віці до 18 років та 15,2 % осіб у віці 65 років та старших.
Цивільне працевлаштоване населення становило 145 осіб. Основні галузі зайнятості: будівництво — 19,3 %, освіта, охорона здоров'я та соціальна допомога — 16,6 %, транспорт — 15,9 %.